# ネイヤ・マリー・アイト

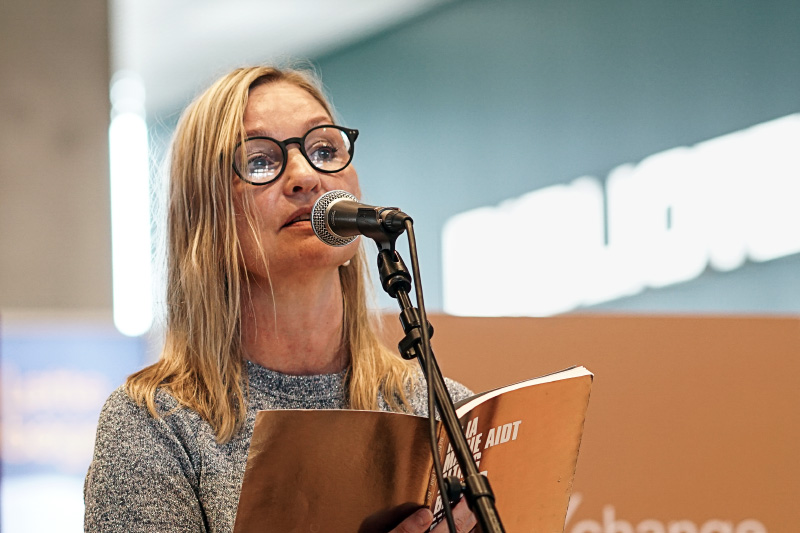
2019年のアイト

ネイヤ・マリー・アイト（デンマーク語: Naja Marie Aidt、1963年12月24日 - ）は、デンマークの詩人・小説家・劇作家・脚本家。

## 経歴
1963年12月24日に、両親の仕事による移住先であった、デンマーク・グリーンランド西部アシアートにて生まれる。アイトが7歳の時にコペンハーゲンへ移り、その後に両親が離婚しヴェスターブロへ移り住んだ。
1991年に『Så længe jeg er ung』で詩集を発表し、作家デビューを遂げる。その後も詩作を発表し続け、2008年に入ってからはニューヨークに移住し、同年に、2006年に発表した短編小説集『（Bavian）』にて、スウェーデン・アカデミー主催の北欧理事会文学賞を受賞。2012年に入ってからは長編小説である『Sten saks papir（ロック・ペーパー・シーザー）』を、2015年には息子を亡くしたことに対する『Har døden taget noget fra dig så giv det tilbage』という作品を発表した。

## 作品
- 『Så længe jeg er ung』（1991年 : ギルデンダール出版社 詩集）
- 『Et vanskeligt møde』（1992年 : ギルデンダール出版社 詩集）
- 『Vandmærket』（1993年 : ギルデンダール出版社 短編小説）
- 『Det tredje landskab』（1994年 : ギルデンダール出版社 詩集）
- 『Tilgang』（1995年 : ギルデンダール出版社 短編小説）
- 『Huset overfor』（1995 : ギルデンダール出版社 詩集）
- 『En hviskende stemme』（1995 : ギルデンダール出版社 短編小説）
- 『Omstændigheder』（1995 - ギルデンダール出版社 短編小説)
- 『Fra digterens hånd』（1996年 : ボーゲンズ出版社 詩集）
- 『Blæs på Odysseus』（1998 : トーヴァルセン美術館 合唱曲）
- 『Tjenende ånder』（1998 : ノルウェー放送協会 ラジオドラマ）
- 『Rejse for en fremmed』（1999年 : ギルデンダール出版社 詩集）
- 『Din bror』（2001年 : ギルデンダール出版社）
- 『Balladen om Bianca』 (2002年 : ギルデンダール出版社）
- 『Bavian』（2006年 : ギルデンダール出版社 短編小説）
- 『Poesibog』（2008 : ギルデンダール出版社）
- 『Alting Blinker』（2009 : ギルデンダール出版社 短編小説）
- 『Sten saks papir』（2012 - ギルデンダール出版社 小説）
- 『Frit flet』 (2014 : ギルデンダール出版社  - メッテ・モーストルップ、ライン・クヌッツォンとの共著）
- 『OMINA』 (2016 : ギルデンダール出版社 詩集 - メッテ・モーストルップとの共著）
- 『Har døden taget noget fra dig så giv det tilbage』（2017 : ギルデンダール出版社）
- 『Blå og mørke spor』（2018年 : ギルデンダール出版社 詩集 - カトリーヌ・ラベン・ダヴィッドセンとの共著）
- 『Om brud』（2019年 : ギルデンダール出版社 短編小説）
- 『Øvelser i mørke』（2024年 : ギルデンダール出版社 小説）